# Подводные лодки типа «Валрус» (1985)
Подводные лодки типа «Валрус» (нидерл. Walrusklasse) — серия нидерландских дизель-электрических подводных лодок. Разработаны в конце 1970-х годов для замены подводных лодок типов «Долфейн» и «Звардвис». Все лодки серии получили имена в честь морских млекопитающих — «Морж» (Walrus), «Морской лев» (Zeeleeuw), «Дельфин» (Dolfijn) и «Морская свинья» (Bruinvis). Всего с 1979 по 1994 год на верфях Rotterdamsche Droogdok Maatschappij в Роттердаме было построено четыре подводные лодки типа «Валрус», которые по состоянию на 2011 год являются единственными подводными лодками на вооружении ВМС Нидерландов. Планируется модернизация всех представителей серии в 2013 году .

## Представители
| название | заводской № | дата закладки    | спуск на воду   | ввод в строй   |
| -------- | ----------- | ---------------- | --------------- | -------------- |
| Валрус   | S 802       | 11 октября 1979  | 26 октября 1985 | 25 марта 1992  |
| Зелёу    | S 803       | 24 сентября 1981 | 20 июня 1987    | 25 апреля 1990 |
| Дольфейн | S 808       | 12 июня 1986     | 25 апреля 1990  | 29 января 1993 |
| Брёйнвис | S 810       | 14 апреля 1988   | 25 апреля 1992  | 5 июля 1994    |